# Lánový rejstřík

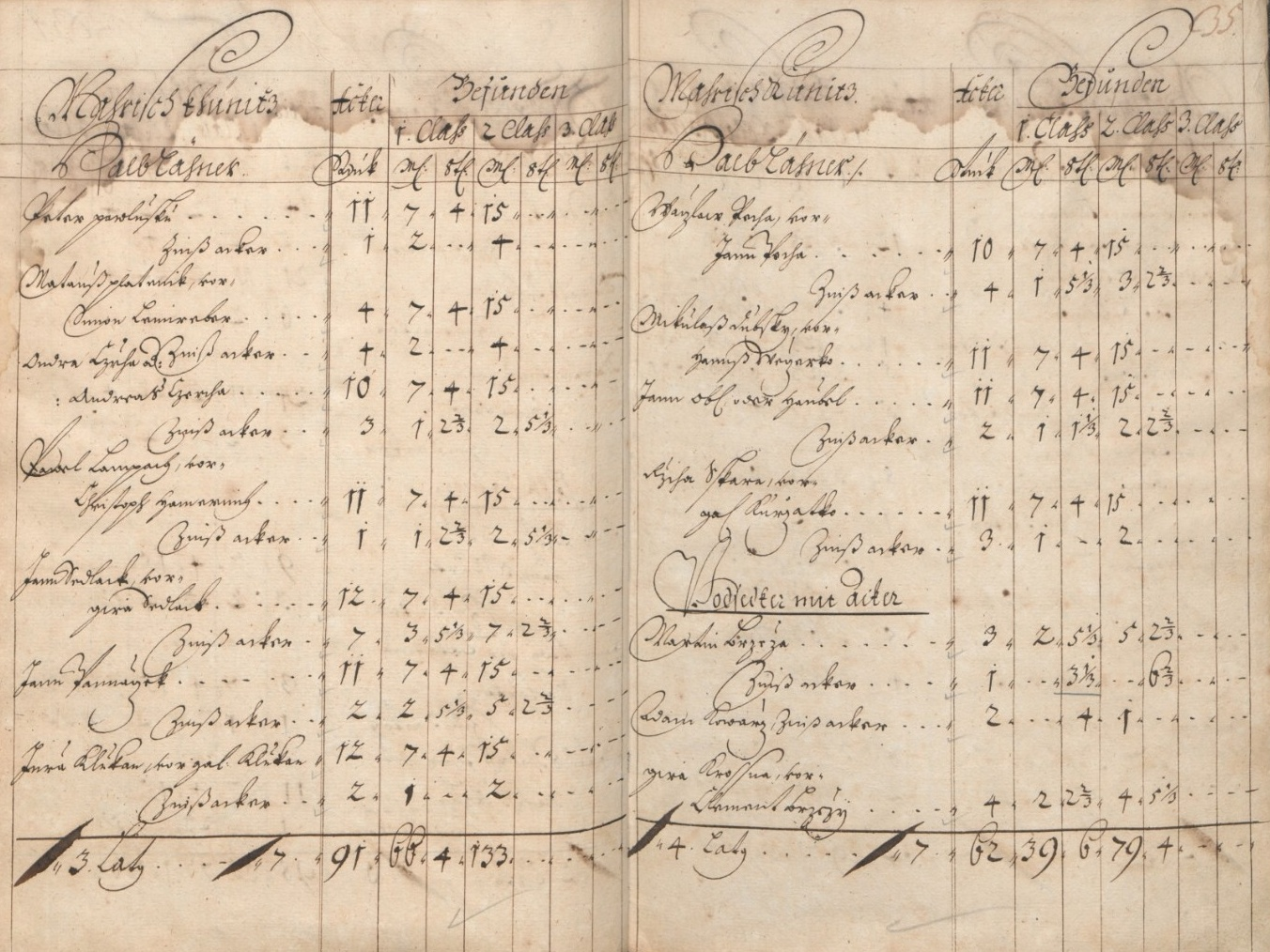
Lánový rejstřík pro Moravské Knínice ve veverském panství

Lánový rejstřík (nazývaný také někdy jako druhá lánová vizitace, případně v množném čísle jako lánové (lánské) rejstříky) je nejstarší moravský katastr poddanských usedlostí a pozemků, z nichž se platila berně nebo kontribuce. Pochází z druhé poloviny 17. století a je obdobou katastru pro území Čech známého pod názvem berní rula. Rozdělen je na jednotlivé svazky podle panství a statků. Celkově je inventarizováno 365 knih, z nichž jeden svazek chybí. Celá sbírka lánových rejstříků je uložena v Moravském zemském archivu v Brně (fond D1), jednotlivé opisy se občas objevují ve fondech velkostatků.
V letech 2013 a 2014 byl celý fond digitalizován a je přístupný prostřednictvím webové aplikace. Tištěný generální rejstřík k lánové vizitaci vydaný v roce 2015 obsahuje 189 102 záznamů (včetně obyvatel královských měst, kterých se však lánová vizitace netýkala).

## Historie
Lánový rejstřík byl sepsán v druhé polovině 17. století ve dvou různých provedeních. První lánová vizitace byla schválena moravskými stavy v roce 1655, přičemž mapování samotné začalo v druhé polovině roku 1656. Do konce roku byla zmapována pouze malá část Moravy, kompletně pouze tehdejší Jihlavský kraj, dále jen menší části Brněnského a Olomouckého kraje. Po zimě vizitace pokračovala a byla v dalším roce dokončena. Byla ale brzy napadena pro svou nepřesnost, hlavně pro naměření větší výměry polí, než jaká byla skutečně v krajině k dispozici.
Proto bylo v roce 1669 rozhodnuto o vytvoření druhé lánové vizitace, která měla být revizí prvního mapování. Práce komisí, které mapovaly vsi na jednotlivých panstvích, byla založena na prvním rejstříku, ale zároveň docházelo k důkladnějšímu zkoumání faktů uváděných místní samosprávou. To vedlo k tomu, že se samotná druhá vizitace protáhla až do roku 1679.

## Důvody vzniku
Hlavní příčinou vzniku lánového rejstříku byla nutnost stabilních daňových příjmů z jednotlivých panství. Z toho plynula snaha o co nejpřesnější zmapování skutečného stavu půdy, aby bylo možné efektivněji určit daňové zatížení obyvatelstva.
Ačkoli daně byly hlavním motivem, výsledkem druhého mapování gruntů a jejich výnosu byl soupis poddaných, respektive držitelů poddanských usedlostí a pozemků, který dnes slouží pro poznávání historie jednotlivých obcí a usedlostí.

## Určení daňového zatížení
Existovala dvě hlavní kritéria pro určení daňového zatížení - velikost usedlosti a kvalita (kategorie) půdy, kterou daný usedlý obdělával. Oboje dohromady dávalo tzv. berní lán. V případě půdy první kategorie (půda, do které se seje pšenice) to bylo 100 měřic osevu, druhé kategorie (půda, do které se seje oves) to bylo 125 měřic, v případě půdy třetí kategorie (půda, do které se seje žito) to bylo 150 měřic.
Dále v rejstříku lze najít údaje týkající se množství osévané půdy. Jedná se o údaj, na kolik kusů orné půdy sedlák seje, tj. na kolika místech má pole. Osev se uvádí ve starých rakouských plošných mírách – Metz a Achtel, tedy měřice, která činila 0,19 hektaru, a achtl, který se odvozoval od měřice – už z jeho názvu vyplývá, že se jednalo o jednu osminu měřice.

## Řazení usedlostí
Tabulka v druhém lánovém rejstříku uvádějící jednotlivé sedláky v jednotlivých vesnicích má vždy ustálenou podobu. Jako první jsou uváděni největší sedláci, tj. ti, kteří drží největší rozlohu orné půdy. V každém řádku je pak jako první vždy uveden sedlák sedící na gruntu v době sepsání lánového rejstříku, jako druhý je uveden sedlák "před" sepsáním opravné verze - v době sepsání první lánové vizitace v roce 1657. Po sedlácích následují domkaři bez polí, občas se v městečkách objevují také řemeslníci či majitelé vinic. Další kategorii tvoří grunty nově osedlé (neu gestiefte), tj. v první lánové vizitaci uvedené bez majitele a grunty pusté (alte Öedung), tj. opuštěné v době sepsání obou vizitací. Na konci každé vesnice je uveden sumář a na konci každého svazku souhrn za celé vizitované panství.